# دانش ضمنی
دانش ضمنی (به انگلیسی: Implicit knowledge) یا دانش تلویحی (به انگلیسی: Tacit knowledge) به دانشی اشاره دارد که در پی تجربه‌ها، مهارت‌ها، و دانایی‌های شخصی، در اذهان مردم جوامع پدید می‌آید، و به آسانی تن به نمایش و بیان صریح نمی‌دهد. دانش ضمنی نوعی دانش است که فرد دارد و شخصی است و فرموله کردن آن بسیار مشکل است و نمی‌توان آن را براحتی توضیح داد یا به دیگران انتقال داد و قابل کدگذاری نیست.
چالش اصلی مدیریت دانش نیز تبدیل هر چه بیشتر و بهتر دانش ضمنی به دانش تصریحی است.